# Carnforth
Carnforth è un paese di 5.350 abitanti del Lancashire, in Inghilterra.